# Dräger
Dräger oder Draeger ist ein deutscher Familienname.

## Herkunft und Bedeutung
Dräger ist eine Variante des Familiennamens Drechsler und somit ein Berufsname. 

## Namensträger
- Andreas Dräger (Handballer) (* 2001), österreichischer Handballspieler
- Andreas Dräger (Bioinformatiker) (* 1980), deutscher Bioinformatiker
- Anna Dräger-Mühlenpfordt (1887–1984), deutsche Malerin und Grafikerin
- Anton Josef Dräger (1794–1833), deutscher Maler
- Bernhard Dräger (1870–1928), deutscher Ingenieur und Fabrikant
- Christian Dräger (1934–2024), deutscher Unternehmer und Mäzen
- Elisabeth Emundts-Draeger (1898–1987), deutsche Schriftstellerin
- Friedhelm Dräger (1900–1993), deutscher Diplomat
- Fritz Draeger (1898–1963), deutscher Schauspieler, Tänzer und Zauberkünstler
- Gesine Dräger (* 1968), deutsche Politikerin (SPD)
- Götz Draeger (* 1944), deutscher Ruderer
- Guus Dräger (1917–1989), niederländischer Fußballspieler
- Hans Draeger (1896–1945), deutscher NSDAP-Funktionär und Ministerialbeamter
- Hans-Heinz Dräger (1909–1968), deutsch-amerikanischer Musikwissenschaftler
- Hans-Rolf Dräger (1919–2017), deutscher Lehrer
- Heidrun Dräger (* 1958), deutscher Politiker (SPD)
- Heinrich Dräger (1898–1986), deutscher Unternehmer und Wirtschafts- und Sozialwissenschaftler
- Heinrich Draeger (1907–1991), deutscher Politiker (CDU)
- Heinz-Joachim Draeger (1935–2017), deutscher Kunsterzieher, Maler und Autor
- Horst Dräger (* 1940), deutscher Erziehungswissenschaftler und Hochschullehrer
- Jan Draeger (* 1987), deutscher Schauspieler
- Johann Heinrich Dräger (1847–1917), deutscher Unternehmensgründer
- Jörg Draeger (Mediziner) (1929–2017), deutscher Mediziner
- Jörg Draeger (* 1945), deutscher Fernsehmoderator
- Jörg Dräger (* 1968), deutscher Physiker, Politiker und Manager
- Jürgen Draeger (1940–2020), deutscher Schauspieler, Maler und Zeichner
- Kai-Uwe Dräger (geb. um 1962), deutscher Bildhauer
- Karl Draeger (* 1896), deutscher Kriminalpolizist
- Käthe Draeger (1900–1974), deutsche Politikerin (KPD, KPD-O, SED) und Pädagogin
- Kerstin Draeger (* 1966), deutsche Schauspielerin und Synchronsprecherin
- Klaus Draeger (* 1956), deutscher Ingenieur und Manager
- Lea Draeger (* 1980), deutsche Schauspielerin
- Lisa Dräger (1920–2015), deutsche Mäzenin
- Lothar Dräger (1927–2016), deutscher Comicautor
- Marie-Louise Dräger (* 1981), deutsche Ruderin
- Marlies Draeger (* 1947), deutsche Schauspielerin
- Max Draeger (Jurist) (1885–1945), deutscher Jurist und Richter
- Max Draeger (Mathematiker) (1895–1974), deutscher Mathematiker und Hochschullehrer
- Mohamed Dräger (* 1996), deutsch-tunesischer Fußballspieler
- Paul Dräger (* 1942), deutscher Klassischer Philologe und Wissenschaftshistoriker
- Richard Draeger (1937–2016), US-amerikanischer Ruderer
- Rolf Dräger († 1970), deutscher Ingenieur und Hochschullehrer
- Sascha Draeger (* 1967), deutscher Schauspieler und Synchronsprecher
- Stefan Dräger (* 1963), deutscher Unternehmer
- Thomas Draeger (* 1941), deutscher Produzent, Drehbuchautor und Regisseur
- Ulf Dräger (* 1965), deutscher Museologe und Numismatiker
- Walter Draeger (1888–1976), deutscher Komponist und Hochschullehrer
- Wolfgang Draeger (1928–2023), deutscher Schauspieler und Synchronsprecher